# Караджахалил
Караджахалил (на турски: Karacahalil) е село в Източна Тракия, Турция, Вилает Родосто.

## География
Селото се намира на 10 километра южно от Малгара.

## История
В XIX век Караджахалил е българско село в Малгарската кааза в Одринския вилает на Османската империя. Според „Етнография на вилаетите Адрианопол, Монастир и Салоника“, издадена в Константинопол в 1878 година и отразяваща статистиката на населението от 1873 година, Караджахалил (Karadja-Halil) има 80 домакинства и 395 жители българи.